# 1904-es magyar úszóbajnokság
Az 1904-es magyar úszóbajnokság versenyszámait július 16–17-én rendezték meg a Városligeti-tóban.

## Eredmények

### Férfiak
| Versenyszám                       | Arany             | Arany   | Ezüst            | Ezüst | Bronz                 | Bronz |
| --------------------------------- | ----------------- | ------- | ---------------- | ----- | --------------------- | ----- |
| 100 yard gyorsúszás július 17.    | Halmay Zoltán MUE | 1:03,2  | Hajós József MUE |       | Biegelbauer Árpád MUE |       |
| 1 mérföldes gyorsúszás július 16. | Kiss Géza MUE     | 26:41,6 |                  |       |                       |       |